# George Plater
George Plater (ur. 8 listopada 1735, zm. 10 lutego 1792) – amerykański prawnik i polityk z Maryland. W latach 1778–1780 był delegatem stanu Maryland do Kongresu Kontynentalnego. W 1791 roku został wybrany gubernatorem stanu Maryland. Zmarł zajmując to stanowisko kilka miesięcy później, 10 lutego 1792 roku. Pochowany na terenie swojej prywatnej posiadłości w pobliżu miasta Leonardtown w Maryland.
Syn George’a Platera, Thomas Plater, reprezentował Maryland w Izbie Reprezentantów Stanów Zjednoczonych.